# Willie Anderson
William Law (Willie) Anderson (North Berwick, 21 oktober 1879 – Philadelphia, 25 oktober 1910) was een Schots golfer die vier keer het US Open won.
In 1896 emigreerde Anderson met zijn vader, Thomas Anderson, en zijn broer Tom naar de Verenigde Staten. In het volgend jaar speelde hij op het US Open en hij eindigde op de tweede plaats.
Zijn eerste zege was in 1899 nadat hij het Southern California Open won. Vervolgens speelde Anderson veertien jaar op een rij het US Open en hij won vier keer het US Open, in 1901, 1903, 1904 en 1905. Anderson won ook vier keer het Western Open, in 1902, 1904, 1908 en 1909.
Op 25 oktober 1910 overleed Anderson op 31-jarige leeftijd aan de gevolgen van een epilepsieaanval. Hij is begraven op de Ivy Hill Cemetery in Philadelphia.
Anderson was lid van de PGA Hall of Fame en in 1975 werd hij opgenomen in de World Golf Hall of Fame.

## Prestaties

### Major Championships
Anderson speelde alleen op het US Open
| Jaar | Toernooi | Score           | Info                            |
| ---- | -------- | --------------- | ------------------------------- |
| 1901 | US Open  | 84-83-83-81=331 | Won de play-off van Alex Smith  |
| 1903 | US Open  | 73-76-76-82=307 | Won de play-off van David Brown |
| 1904 | US Open  | 75-78-78-72=303 | [ 3 ]                           |
| 1905 | US Open  | 81-80-76-77=314 | [ 4 ]                           |

Tijdlijn US Open
| 1897 | 1898 | 1899 | 1900 | 1901 | 1902 | 1903 | 1904 | 1905 | 1906 | 1907 | 1908 | 1909 | 1910 |
| ---- | ---- | ---- | ---- | ---- | ---- | ---- | ---- | ---- | ---- | ---- | ---- | ---- | ---- |
| 2    | 3    | 5    | T11  | 1    | T5   | 1    | 1    | 1    | 5    | 15   | 4    | T4   | 11   |

| Top 10 |  | Winnaar |  | T = (Tie) gedeelde plaats |

### Golftoernooien
- Southern California Open: 1899
- Western Open: 1902, 1904, 1908 en 1909.